# ポゥ
ポゥ（Pwo)とは、ミクロネシア連邦に属する中央カロリン諸島において、この海域の伝統的な航海術の基礎を習得し終えた者に対し行われる通過儀礼、あるいはこの通過儀礼を終えた者の称号である。日本語ではポとも表記される。

## 概要
中央カロリン諸島には古代から、星の位置を方位の基準とする独自の遠洋航海技術が伝わっている（いわゆるスター・ナヴィゲーション）。この技術は基本的には共同体に属する全ての男子が学ぶものであるが、中でも素質があると幼少時に認められた者は、ある種の英才教育を施される。こうして英才教育を施された男子が所定の知識を全て学び終えたと認められた際に開催されるのがポゥである。
ポゥの儀式は4日間あるいは2日間かけて行われる。より古代の形態に近いのは4日間を費やすものである。
ポゥの儀式は新たに一人前の航法師となる受戒者が数人と、彼らに航法師としての戒を授ける導師によって執り行われる。導師となれるのは、その儀式を行う共同体において、一流の技術と経験を持つと認められている先任の航法師で、既にポゥの儀式を済ませた者に限られる。適任者が存在しない場合は、別の共同体から導師を招聘する。なお、導師は受戒者の直接の師匠である必要は無い。例えばAという高位の航法師の弟子が、何らかのやむを得ない事情（師匠の体調不良など）によってAから受戒出来ない場合、別の高位の航法師を導師として受戒することが可能である。
ポゥの儀式は宗教的な側面と学術的な側面を持つ。儀式の期間中、受戒者は聖別された建物に起居し、聖別された食物を口にする。また導師によって様々な精霊を召喚する為の呪文が伝授され、さらに薬草によって受戒者の身体が浄められる。一方で、儀式においてはスター・コンパスをはじめとする航法の知識が導師によって口頭試問される。ポゥの儀式は航海術に関する最高の秘儀を伝授する場でもあり、ポゥの儀式を終えた航法師とそうでない航法師見習いとでは、知識の面でも差異が存在する。
伝統的にはポゥの儀式において伝授される秘儀や呪文は全て口頭伝承であったが、1990年にジーザス・ユルピイが行ったポゥの儀式では、書記による知識の貯蔵が認められた。

## 航法師の権威
ポゥの儀式を終えて正式に航法師となった人物は、共同体内において極めて高い権威を持つ。20世紀後半になってこの海域の伝統的航海術が再評価されはじめた後、この傾向は顕著である。例えばユルピイの息子ハレヤルウはヤップ島での公務員職を辞してまでポゥの儀式を受けることを選んだし、ロコプウェはわざわざ故郷のプンナップ島にサタワル島からエペイマイを招聘してまでも、正式に航法師となることを望んだ。ちなみにロコプウェはエペイマイから授戒された時点でミクロネシア連邦の海事関係者の指導者的立場にあり、西洋の航法技術に精通し、定期連絡船の船長としても豊富な経験を持っていた。

## 航法師の階位
ポゥの儀式を済ませた航法師はパルウまたはポゥと呼ばれる。これは航法師としての最低限の知識と経験を持っていることを意味し、ポゥの儀式を済ませた後も航海者としての修行は続けられる。パルウ以外の階位についてであるが、インフォーマント（学術研究に文化的情報を提供する現地の人物）の中でも、パルウの上には階位は無いとする者と、パルウの上にもう一つ上級の階位があるとする者と、パルウの上には上級の階位が二つあるとする者とがおり、詳細は今後の研究を待たねばならない。

## 歴史
ポゥの儀式がいつ始まったかは明らかでない。中央カロリン諸島の住民の中には、ポゥの儀式の起源はさほど古くないと考えている者も存在する。ポゥの儀式を最初に開始したのはチューク州のプンナップ島であるという口頭伝承がある。プンナップという名称そのものが、「ポゥ」＋「ナップ（中心、重要）」であるというのが、プンナップ島の住人の指摘である。
ポゥの儀式は1950年代初頭を最後にしばらく途絶していたが、1990年にサタワル島の偉大な航海者の一族の出身であるジーザス・ユルピイが、アメリカ人の文化人類学者エリック・メッツガーの協力を得てラモトレック島においてポゥの儀式を復活させた。この後、エペイマイ、ロコプウェ、ラプウィ（ユルピイの実弟）、マウ・ピアイルックら存命の高位の航法師たちによって次々にポゥの儀式が行われ、ポゥの儀式の廃絶は回避された。
2007年3月にはナイノア・トンプソンを始めとするハワイ人の航海者たちがサタワル島においてマウ・ピアイルックによって授戒された。これはカロリン諸島人以外がポゥの儀式を受けた最初の事例である。また2008年3月には、マオリの長老でマウの弟子の一人であるヘケヌクマイ・バズビーがやはりサタワル島を訪問し、マウによるポゥの儀式を受けている。